# Monpezat
Pour les articles homonymes, voir Monpezat (homonymie).
Monpezat (en béarnais Montpesat ou Mounpesat) est une commune française située dans le département des Pyrénées-Atlantiques, en région Nouvelle-Aquitaine.

## Géographie

### Localisation
La commune de Monpezat se trouve dans le département des Pyrénées-Atlantiques, en région Nouvelle-Aquitaine.
Elle se situe à 42 km par la route de Pau, préfecture du département, et à 39 km de Serres-Castet, bureau centralisateur du canton des Terres des Luys et Coteaux du Vic-Bilh dont dépend la commune depuis 2015 pour les élections départementales.
La commune fait en outre partie du bassin de vie de Lembeye.
Les communes les plus proches sont : 
Bétracq (1,5 km), Lasserre (1,9 km), Moncaup (2,2 km), Crouseilles (3,1 km), Lascazères (3,4 km), Séméacq-Blachon (3,6 km), Hagedet (3,6 km), Corbère-Abères (3,7 km).
Sur le plan historique et culturel, Monpezat fait partie de la province du Béarn, qui fut également un État et qui présente une unité historique et culturelle à laquelle s’oppose une diversité frappante de paysages au relief tourmenté.

### Communes limitrophes
Les communes limitrophes sont  Bétracq, Lascazères, Lasserre, Moncaup et Séméacq-Blachon.
| Lasserre        | Bétracq  |                              |
| Séméacq-Blachon | Monpezat | Lascazères (Hautes-Pyrénées) |
|                 | Moncaup  |                              |

### Hydrographie

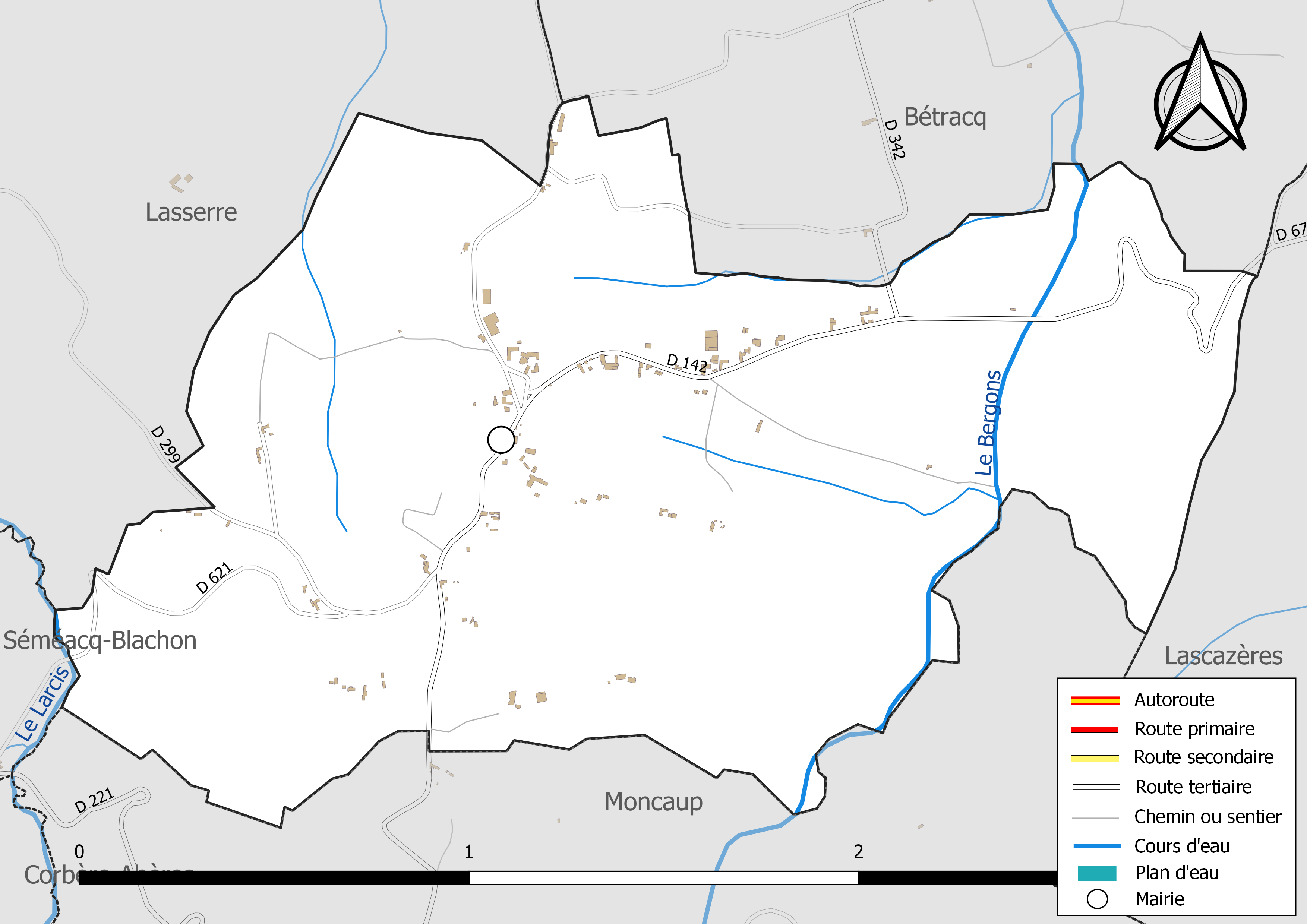
Réseaux hydrographique et routier de Monpezat.

La commune est drainée par le Bergons, le Larcis et par divers petits cours d'eau, constituant un réseau hydrographique de 4 km de longueur totale,.
Le Bergons, d'une longueur totale de 25,1 km, prend sa source dans la commune de Moncaup et s'écoule du sud vers le nord. Il traverse la commune et se jette dans l'Adour à Saint-Mont, après avoir traversé 9 communes.
Le Larcis, d'une longueur totale de 34,8 km, prend sa source dans la commune de Luc-Armau, et s'écoule vers le nord-ouest. Il se jette dans le Léez à Projan, après avoir traversé 20 communes.

### Climat
Pour des articles plus généraux, voir Climat de la Nouvelle-Aquitaine et Climat des Pyrénées-Atlantiques.
Historiquement, la commune est exposée à un climat océanique aquitain.  
En 2020, Météo-France publie une typologie des climats de la France métropolitaine dans laquelle la commune est dans une zone de transition entre le climat océanique altéré et le climat de montagne et est dans la région climatique Aquitaine, Gascogne, caractérisée par une pluviométrie abondante au printemps, modérée en automne, un faible ensoleillement au printemps, un été chaud (19,5 °C), des vents faibles, des brouillards fréquents en automne et en hiver et des orages fréquents en été (15 à 20 jours).
Pour la période 1971-2000, la température annuelle moyenne est de 13,1 °C, avec une amplitude thermique annuelle de 14,6 °C. Le cumul annuel moyen de précipitations est de 1 024 mm, avec 11,4 jours de précipitations en janvier et 7,6 jours en juillet. Pour la période 1991-2020, la température moyenne annuelle observée sur la station météorologique la plus proche, située sur la commune de Mont-Disse à 9 km à vol d'oiseau, est de 13,9 °C et le cumul annuel moyen de précipitations est de 1 010,8 mm,. Pour l'avenir, les paramètres climatiques de la commune estimés pour 2050 selon différents scénarios d'émission de gaz à effet de serre sont consultables sur un site dédié publié par Météo-France en novembre 2022.

### Milieux naturels et biodiversité
L’inventaire des zones naturelles d'intérêt écologique, faunistique et floristique (ZNIEFF) a pour objectif de réaliser une couverture des zones les plus intéressantes sur le plan écologique, essentiellement dans la perspective d’améliorer la connaissance du patrimoine naturel national et de fournir aux différents décideurs un outil d’aide à la prise en compte de l’environnement dans l’aménagement du territoire.
Une ZNIEFF de type 2 est recensée sur la commune, : 
les « coteaux calcaires du Béarn » (461,36 ha), couvrant 20 communes du département.

## Urbanisme

### Typologie
Au 1er janvier 2024, Monpezat est catégorisée commune rurale à habitat dispersé, selon la nouvelle grille communale de densité à sept niveaux définie par l'Insee en 2022.
Elle est située hors unité urbaine et hors attraction des villes,.

### Occupation des sols

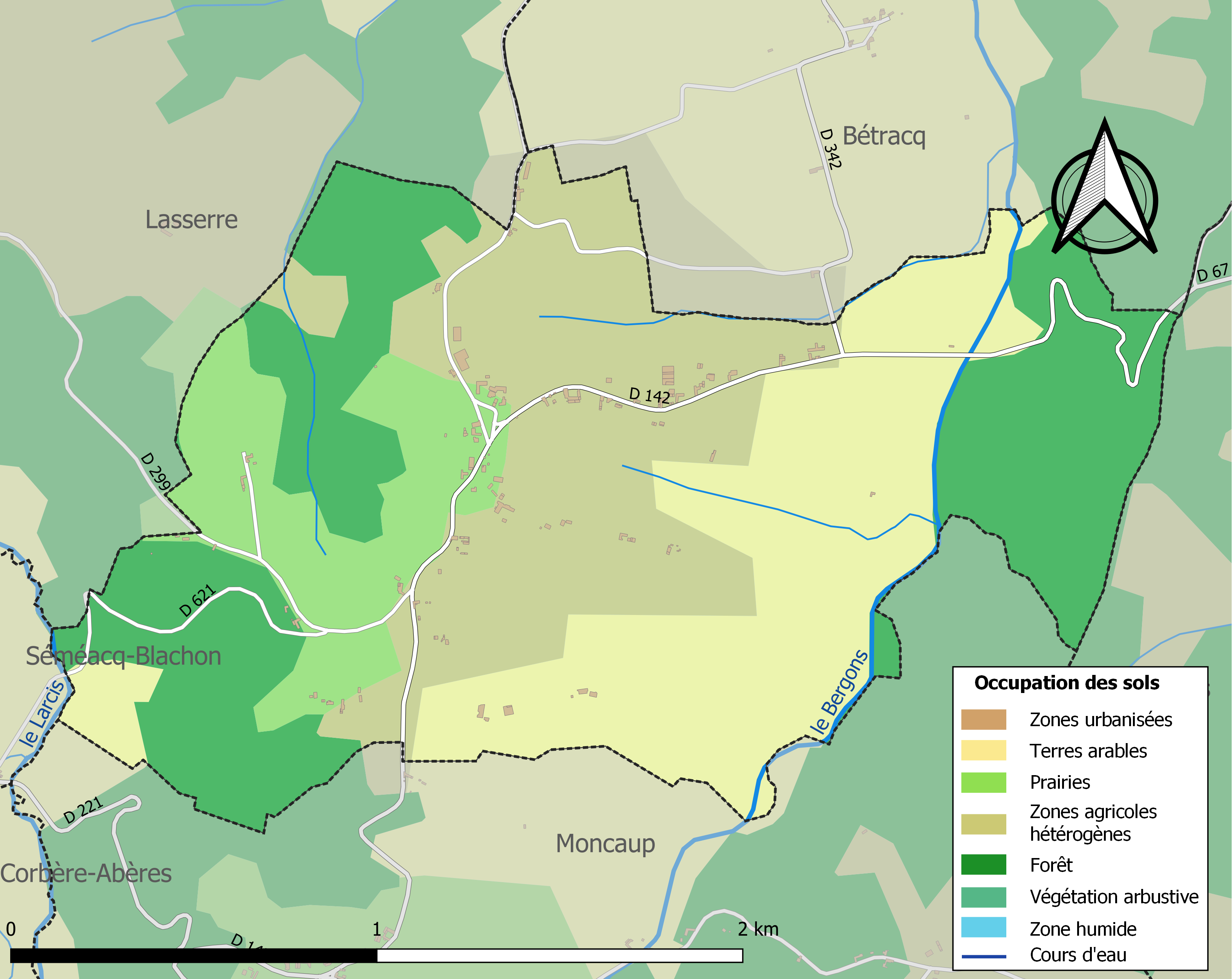
Carte des infrastructures et de l'occupation des sols de la commune en 2018 (CLC).

L'occupation des sols de la commune, telle qu'elle ressort de la base de données européenne d’occupation biophysique des sols Corine Land Cover (CLC), est marquée par l'importance des territoires agricoles (69,3 % en 2018), une proportion identique à celle de 1990 (69,3 %). La répartition détaillée en 2018 est la suivante : forêts (30,7 %), zones agricoles hétérogènes (28,3 %), terres arables (28,2 %), prairies (12,8 %). L'évolution de l’occupation des sols de la commune et de ses infrastructures peut être observée sur les différentes représentations cartographiques du territoire : la carte de Cassini (XVIIIe siècle), la carte d'état-major (1820-1866) et les cartes ou photos aériennes de l'IGN pour la période actuelle (1950 à aujourd'hui).

### Lieux-dits et hameaux
- Berné ;
- Bordères ;
- Duclos ;
- Estremau ;
- Gaymetot ;
- Lavigne ;
- Poulonis ;
- Saouret ;
- la Vallée ;
- Village.

### Voies de communication et transports
Elle est desservie par les routes départementales 142 et 299.

### Risques majeurs
Le territoire de la commune de Monpezat est vulnérable à différents aléas naturels : météorologiques (tempête, orage, neige, grand froid, canicule ou sécheresse), inondations et séisme (sismicité modérée). Un site publié par le BRGM permet d'évaluer simplement et rapidement les risques d'un bien localisé soit par son adresse soit par le numéro de sa parcelle.
Certaines parties du territoire communal sont susceptibles d’être affectées par le risque d’inondation par une crue à  débordement lent de cours d'eau, notamment le Bergons et le Larcis. La commune a été reconnue en état de catastrophe naturelle au titre des dommages causés par les inondations et coulées de boue survenues en 1982 et 2009,.

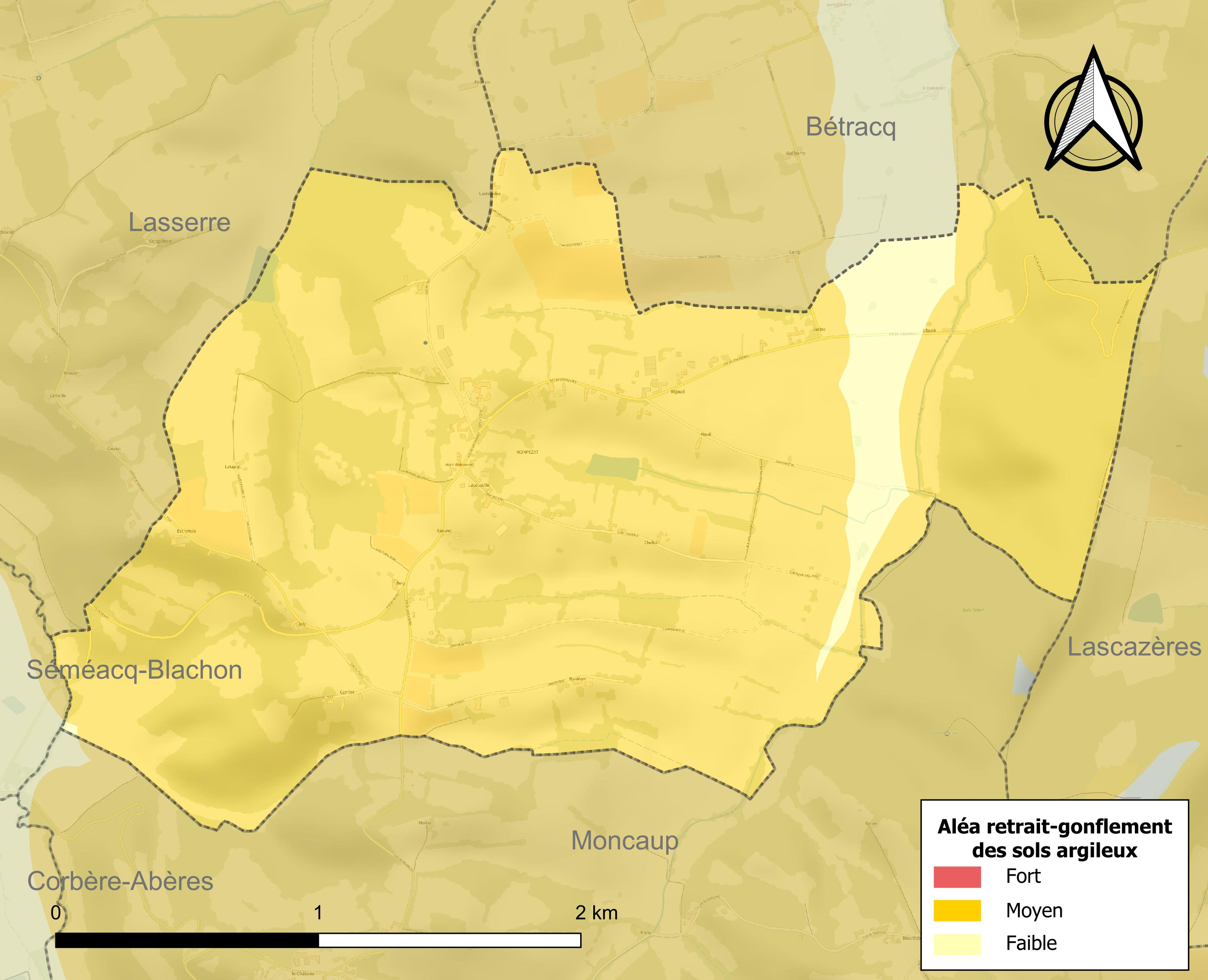
Carte des zones d'aléa retrait-gonflement des sols argileux de Monpezat.

Le retrait-gonflement des sols argileux est susceptible d'engendrer des dommages importants aux bâtiments en cas d’alternance de périodes de sécheresse et de pluie. 95,3 % de la superficie communale est en aléa moyen ou fort (59 % au niveau départemental et 48,5 % au niveau national). Depuis le 1er octobre 2020, en application de la loi ELAN, différentes contraintes s'imposent aux vendeurs, maîtres d'ouvrages ou constructeurs de biens situés dans une zone classée en aléa moyen ou fort,.

## Toponymie
Le toponyme Monpezat apparaît sous les formes
- La mote de Monpessat (1373[28], contrats de Luntz[29]),
- Monpesat (1402[28], censier de Béarn[30]),
- Mons-Pazatus (1425[28], cartulaire du château de Pau[31]),
- Mont-Pessat (vers 1540[28], réformation de Béarn[32]),
- Monpézat-Bétrac lors de la réunion de Bétracq le 20 juin 1842 et
- Monpézat (1863[28], dictionnaire topographique Béarn-Pays basque[28]).

Son nom béarnais est Montpesat ou Mounpesat.

## Histoire
Paul Raymond note qu'en 1385, Monpezat comptait dix feux et dépendait du bailliage de Lembeye. À cette même époque, la commune était une annexe de Moncaup.
Le 20 juin 1842, Bétracq s'est temporairement réunie à Monpezat.

## Politique et administration
| Période                                  | Période  | Identité                    | Étiquette | Qualité |
| ---------------------------------------- | -------- | --------------------------- | --------- | ------- |
| 1995                                     | 2001     | Serge Jouet-Sansous         |           |         |
| Mars 2001                                | En cours | Annick Carpentier-Champroux |           |         |
| Les données manquantes sont à compléter. |          |                             |           |         |

### Intercommunalité
Monpezat fait partie de quatre structures intercommunales :
- la communauté de communes du Nord-Est Béarn ;
- le SIVU de la voirie du canton de Lembeye ;
- le syndicat d’énergie des Pyrénées-Atlantiques ;
- le syndicat intercommunal d’alimentation en eau potable (SIAEP) du Vic-Bilh Montanérès.

## Population et société

### Démographie
L'évolution du nombre d'habitants est connue à travers les recensements de la population effectués dans la commune depuis 1793. Pour les communes de moins de 10 000 habitants, une enquête de recensement portant sur toute la population est réalisée tous les cinq ans, les populations de référence des années intermédiaires étant quant à elles estimées par interpolation ou extrapolation. Pour la commune, le premier recensement exhaustif entrant dans le cadre du nouveau dispositif a été réalisé en 2008.

En 2022, la commune comptait 81 habitants, en stagnation par rapport à 2016 (Pyrénées-Atlantiques : +3,78 %, France hors Mayotte : +2,11 %).
| 1793 | 1800 | 1806 | 1821 | 1831 | 1836 | 1841 | 1846 | 1851 |
| ---- | ---- | ---- | ---- | ---- | ---- | ---- | ---- | ---- |
| 193  | 134  | 227  | 161  | 222  | 207  | 500  | 509  | 473  |

| 1856 | 1861 | 1866 | 1872 | 1876 | 1881 | 1886 | 1891 | 1896 |
| ---- | ---- | ---- | ---- | ---- | ---- | ---- | ---- | ---- |
| 439  | 386  | 378  | 182  | 193  | 195  | 166  | 159  | 152  |

| 1901 | 1906 | 1911 | 1921 | 1926 | 1931 | 1936 | 1946 | 1954 |
| ---- | ---- | ---- | ---- | ---- | ---- | ---- | ---- | ---- |
| 157  | 167  | 169  | 158  | 123  | 110  | 107  | 116  | 92   |

| 1962 | 1968 | 1975 | 1982 | 1990 | 1999 | 2006 | 2008 | 2013 |
| ---- | ---- | ---- | ---- | ---- | ---- | ---- | ---- | ---- |
| 79   | 94   | 84   | 96   | 94   | 81   | 87   | 89   | 80   |

| 2018 | 2022 | - | - | - | - | - | - | - |
| ---- | ---- | - | - | - | - | - | - | - |
| 85   | 81   | - | - | - | - | - | - | - |

## Économie
La commune fait partie des zones d'appellation d'origine contrôlée (AOC) du madiran, du pacherenc-du-vic-bilh et du béarn.

## Culture locale et patrimoine

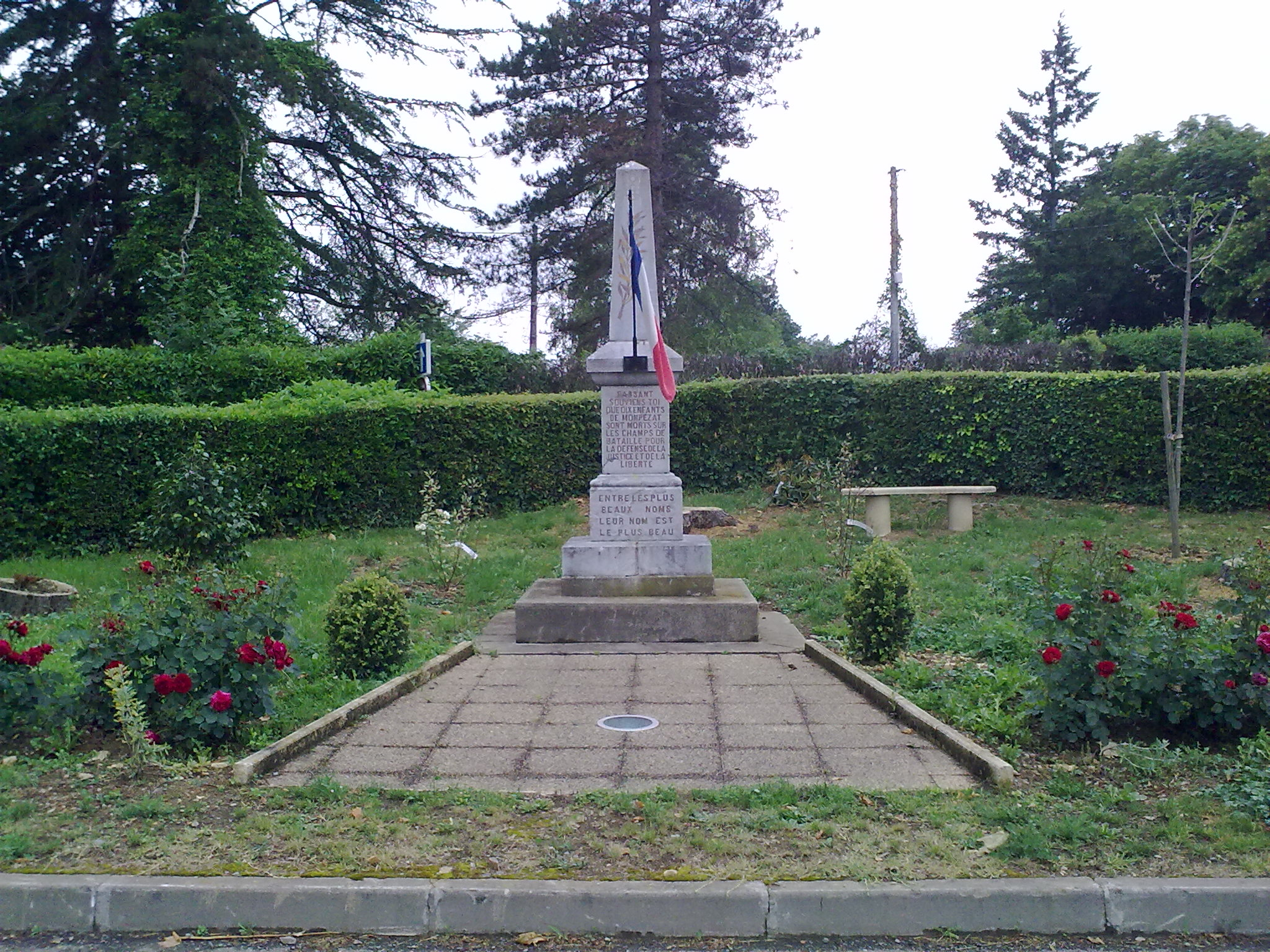
Le monument aux morts.

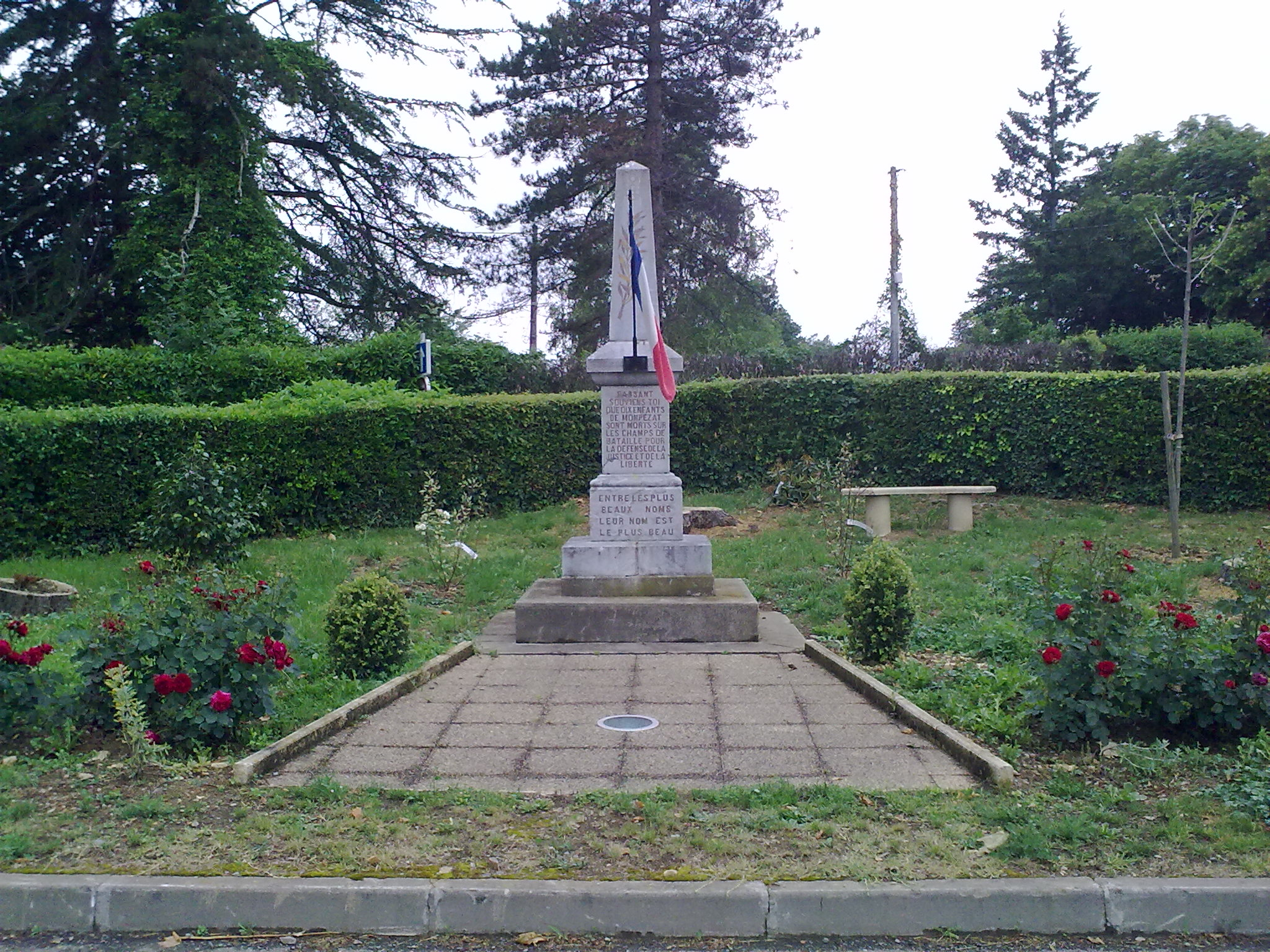
Le monument aux morts.
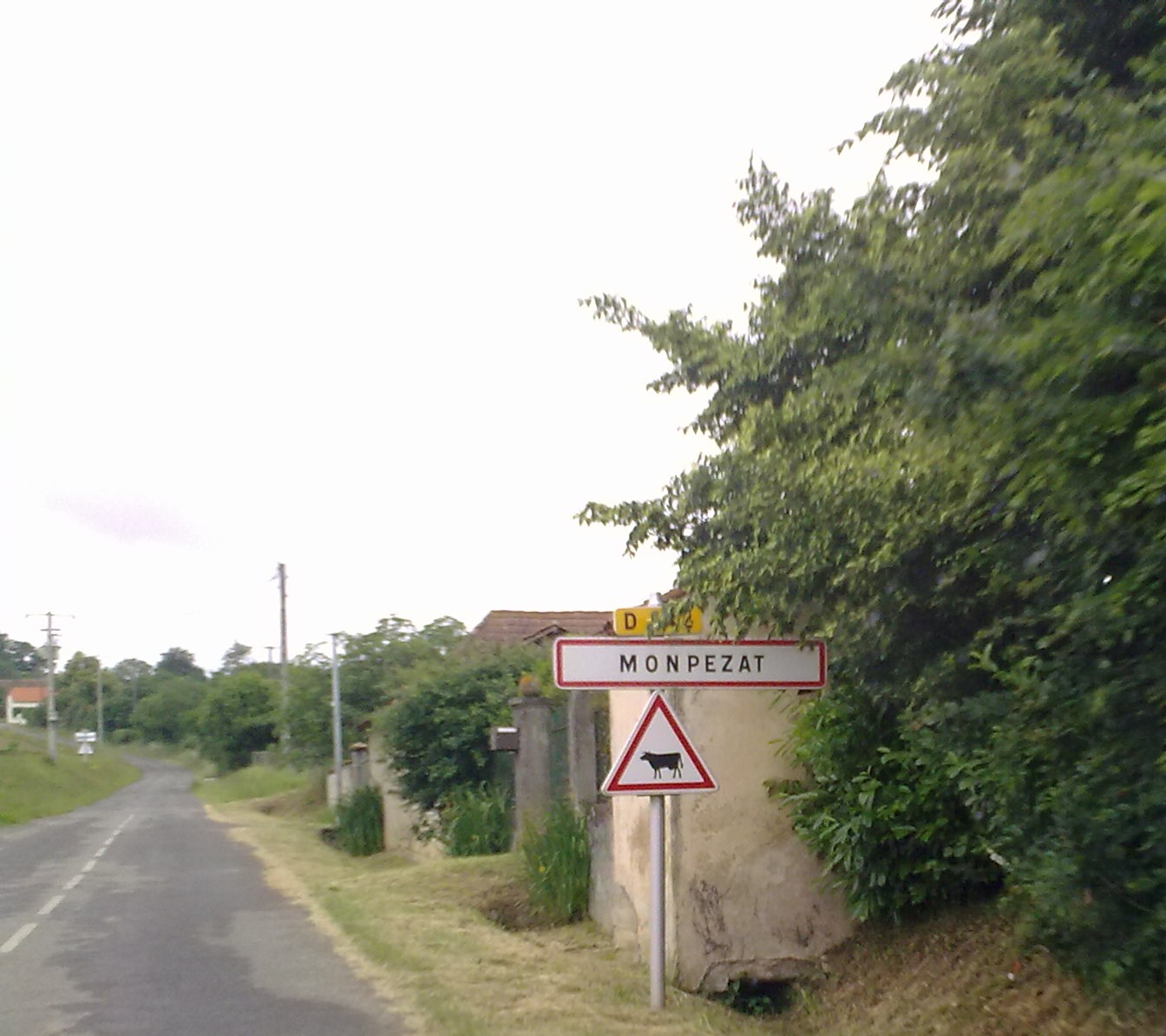
Entrée dans Monpezat.

### Patrimoine civil
Les vestiges d'un ensemble fortifié des XIe et XIIe siècles témoignent du passé ancien de la commune.
La demeure dite maison Laurens-Moulonguet, est une ancienne abbaye laïque et fut remaniée au XIXe siècle. On y trouve une stèle discoïdale inventoriée par le ministère de la Culture.
Monpezat présente un ensemble de fermes datant des XVIIIe et XIXe siècles.

### Patrimoine religieux
L'église Saint-Laurent date partiellement du XIIe siècle. Elle recèle du mobilier, des tableaux, des tombeaux, une statue et des objets inscrits à l'inventaire général du patrimoine culturel.

## Lien entre Monpezat et la famille royale de Danemark
L'actuel prince consort de Danemark, né Henri de Laborde de Monpezat, possède des liens familiaux avec Monpezat, qui remontent à 1648, année du mariage de Catherine d'Arricau, dame de Monpezat, avec Jean de Laborde, gentilhomme ordinaire de la Chambre du roi.
Le 29 avril 2008, son épouse, la reine Margrethe II de Danemark, a octroyé par décret royal, le titre de comte / comtesse de Monpezat à ses fils et belles-filles, et à leurs descendants. Il s'agit là d'un titre de noblesse danois et non français, réservé aux membres de la famille royale de Danemark, pour honorer leur appartenance à la famille de Laborde de Monpezat.

## Personnalités liées à la commune
- Famille de Laborde de Monpezat.